# جوشکاری گوشه

## علامت گذاری
علامت گذاری جوش گوشه هنگام خواندن طرح‌ها مهم است. استفاده از این نشانه دقیقاً همان چیزی است که از سازنده انتظار می‌رود به جوشکار می‌گوید. ↵نماد یک جفت گوشه به شکل یک مثلث است. این مثلث در زیر یک خط صاف یا بالای آن قرار می‌گیرد با یک فلش که از خط مسطح به سمت یک مفصل می‌آید. خط صاف "خط مرجع" نامیده می‌شود. طرفی که نماد مثلث قرار گرفته‌است مهم است زیرا نشان می‌دهد که در آن طرف جفت با جوش متقاطع است. به رسمیت شناخته شده‌است که دو رویکرد متفاوت در بازار جهانی برای تعیین سمت فلش و دیگر نقاط در نقشه وجود دارد؛ شرح این دو رویکرد در استاندارد بین‌المللی استاندارد ISO 2553 موجود است، آنها "A-System" (که بیشتر در اروپا استفاده می‌شود) و "B-System" نامیده می‌شود (که اساساً سیستم مؤسسه استانداردهای ملی آمریکا / AWS در ایالات متحده است) در "A-System" دو خط موازی به عنوان خط مرجع استفاده می‌شود: یکی خط پیوسته‌است، دیگری خط خطی است. در "B-System" تنها یک خط مرجع وجود دارد که یک خط پیوسته‌است. اگر یک خط مرجع (B-System) وجود داشته باشد و مثلث زیر خط قرار گرفته‌است، سپس جوش در سمت فلش قرار می‌گیرد. اگر یک خط مرجع تک ("B-System") وجود داشته باشد و مثلث در بالای خط قرار گرفته‌است، سپس جوش در طرف مقابل فلش قرار می‌گیرد.
↵هنگامی که شما یک فلش را به سمت مشترک با دو مثلث پیدا می‌کنید، یک نشسته زیر و یک نشسته بالای خط حتی با یکدیگر، سپس قرار است به یک جفت فیله در سمت فلش مفصل و همچنین طرف مقابل مشترک اگر جوش در اطراف یک قطعه فلز مثل لوله یا مربع مستمر باشد، یک دایره کوچک در اطراف نقطه ای است که خط مسطح و فلش به سمت مفصل متصل می‌شوند.
↵ تولیدکنندگان همچنین شامل قدرت است که جوش باید باشد. این به واسطه ترکیب حرف و شماره درست قبل از خط مسطح نشان داده شده‌است. نمونه‌هایی از این "E70" است که به این معنی است که الکترود قوس باید یک نیروی کششی ۷۰٬۰۰۰ پوند نیروی در هر اینچ مربع (۴۸۰،000 kPa؛ 4900 kgf / cm2) داشته باشد.

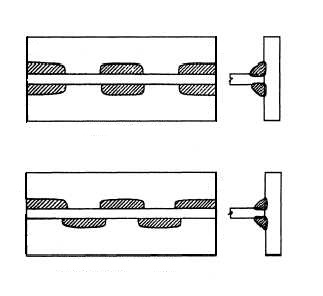
جوشکاری گوشه متناوب

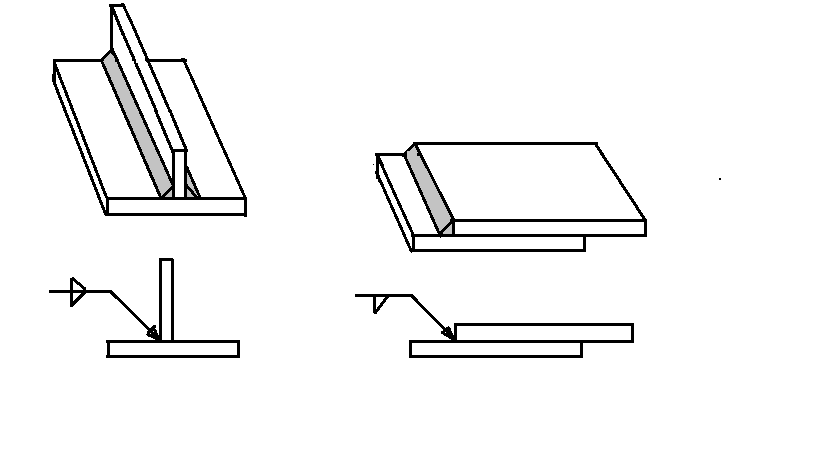
علامت جوشکاری گوشه

همچنین نمادهای شناخته شده زیبایی‌شناسی جوش وجود دارد منحنی ملایم که از دور افتاده به سمت جلو حرکت می‌کند به این معنی است که یک جوش مقطع مورد نیاز است، یک خط مستقیم با موادی که از موادی به نام Hypotenus استفاده می‌کنند، برای جوش مسطح مسطح، و یک منحنی ملایم نسبت به فشار کم، نیاز به جوش محدب دارد. سطح جوش را می‌توان با استفاده از روش جوشکاری یا با استفاده از ماشینکاری یا ابزار سنگ زنی پس از جوش تکمیل کرد. هنگام خواندن طرح‌های تولیدکنندگان، شما همچنین ممکن است در سراسر ابعاد جوش آمده‌است. جوش را می‌توان با روش‌های مختلفی مانند طول جوش، اندازه‌گیری پاها جوش و فضاهای بین جوش اندازه‌گیری کرد. در کنار یک مثلث، به‌طور مثال اندازهٔ جوش برای مثال (1/8 "x ۳/۸") به سمت چپ مثلث وجود دارد. این به این معنی است که پایه عمودی جوش باید ۱/۸ باشد، در حالی که پایه افقی به ۳/۸ است. به راستی مثلث، اندازه‌گیری دقیقاً چقدر جوش وجود دارد. اگر اندازه‌گیری نقاشی در میلیمتر باشد، جوش نیز در میلی‌متر اندازه‌گیری می‌شود. به عنوان مثال، جوش ۳ × ۱۰ است، میلیمتر به صورت خودکار درک می‌شود.

## جوش گوشه متناوب
جوش گوشه ای متناوب است که در طول مفصل پیوسته نیست. این جوش به عنوان مجموعه ای از دو عدد به سمت راست مثلث به جای فقط یک تصویر می‌شود. شماره اول همان‌طور که قبلاً اشاره شد اشاره به طول جوش دارد. شماره دوم، که از ابتدا با "-" جدا شده، به زمین اشاره دارد. زمین یک اندازه‌گیری از نقطه میانی تا نقطه میانی جوش متناوب است. جوش متناوب زمانی استفاده می‌شود که یک جوش پیوسته لازم نیست، یا هنگامی که یک جوش پیوسته با پیچاندن، جفت را تهدید می‌کند. در بعضی موارد جوشکاری متناوب در هر دو طرف مفصل متوقف می‌شود. در این مورد، نماد دو مثلث مستقیماً بر روی یکدیگر نیست. در عوض، جانبی مفصل برای دریافت جوش اول یک مثلث بیشتر به سمت چپ از علامت مثلث مثلث زیر خواهد داشت. به عنوان یک نتیجه نهایی از جفت جوش متقاطع متناوب در هر طرف، فضای بین جوش در یک طرف مفصل خواهد شد نقطه مرکزی جوش طرف مقابل است.